# J to tha L-O!: The Remixes
J to tha L-O! The Remixes è il primo album di remix di Jennifer Lopez.

## Descrizione
Contiene i brani di maggior successo della Lopez in versione remixata. Ha venduto oltre 4 milioni di copie, divenendo il terzo album di remix più venduti nella storia della musica.
Dall'album vengono estratti tre singoli: Ain't It Funny (Murder Remix), che ebbe un ottimo successo negli Stati Uniti d'America arrivando alla prima posizione, I'm Gonna Be Alright, come secondo singolo che ebbe un buon successo negli Stati Uniti d'America e meno in Europa. Sempre come secondo singolo, ma sotto forma di b-side del singolo I'm Gonna Be Alright, è stato pubblicato Alive, che ebbe un discreto successo negli Stati Uniti d'America.

## Tracce
1. Love Don't Cost a Thing (RJ Schoolyard Mix feat. Fat Joe) – 4:18 (Damon Sharpe, Greg Lawson, Georgette Franklin, Jeremy Monroe, Amille Harris, Joe Cartagena)
2. Ain't It Funny (Murder Remix feat. Ja Rule & Caddillac Tah) – 3:49 (Cory Rooney, Jennifer Lopez, 7 Aurelius, Caddillac Tah, Irv Gotti, Jeffrey Atkins)
3. I'm Gonna Be Alright (Track Masters Remix feat. 50 Cent) – 3:53 (Cory Rooney, Jean Claude "Poke" Oliver, Samuel Barnes, Lorraine Cheryl Cook, Ronald LaPread, Jennifer Lopez, Troy Oliver)
4. I'm Real (Murder Remix feat. Ja Rule) – 4:18 (LeShan Lewis, Cory Rooney, Jennifer Lopez, Troy Oliver, Irv Gotti, Jeffrey Atkins, Rick James)
5. Walking on Sunshine (Metro Remix) – 5:50 (Adonis Shorpshire, Jack Knight, Jennifer Lopez, Karen Anderson, Mario Winans, Mechalie Jamison, Michael "Lo" Jones, Sean "Puffy" Combs)
6. If You Had My Love (Darkchild Master Mix) – 4:11 (Cory Rooney, Fred Jerkins III, LaShawn Daniels, Rodney Jerkins)
7. Feelin' So Good (Bad Boy Remix feat. P. Diddy & G. Dep) – 4:27 (Sean "Puffy" Combs, Corey Rooney, Steve Standard, Jennifer Lopez, Christopher Rios, Joe Cartagena)
8. Let's Get Loud (Pablo Flores Remix) – 5:29 (Gloria Estefan, Kike Santander)
9. Play (Sack International Remix) – 4:18 (Cory Rooney, Anders "Bag" Bagge, Arnthor Birgisson, Christina Milian)
10. Waiting for Tonight (Hex's Momentous Radio Mix) – 4:32 (Maria Christensen, Michael Garvin, Phil Temple)
11. Alive (Album Version) – 4:40 (Cory Rooney, Cris Judd, Jennifer Lopez)

Edizione europea
1. Si Ya Se Acabó (Radio Remix) – 3:33 (Jimmy Greco, Manny Benito, Ray Contreras)
2. Que Ironia (Ain't It Funny) (Tropical Dance Remix) – 3:48 (Cory Rooney, Jennifer Lopez, Manny Benito)
3. Una Noche Más (Pablo's Miami Mix Radio Edit) – 4:05 (Maria Christensen, Michael Garvin, Phil Temple, Manny Benito)
4. No Me Ames (Tropical Remix feat. Marc Anthony) – 5:34 (Giancarlo Bigazzi, Marco Falagiani, Ignacio Ballesteros, Aleandro Baldi)

- Nell'edizione europea è presente la versione di I'm Gonna Be Alright senza 50 Cent
- Una Noche Más è inclusa come Pablo's Miami Mix Radio Edit, ma si tratta della versione originale

## Record
Questo è stato il terzo album di remix più venduto al mondo, dopo Blood on the Dance Floor: HIStory in the Mix (1997) di Michael Jackson e You Can Dance (1987) di Madonna, e l'unico album di remix a debuttare nella Billboard 200 alla posizione numero uno.

## Classifiche
| Classifica (2002/2003) | Posizione massima |
| ---------------------- | ----------------- |
| Australia              | 11                |
| Austria                | 11                |
| Belgio (Fiandre)       | 8                 |
| Belgio (Vallonia)      | 9                 |
| Francia                | 14                |
| Germania               | 5                 |
| Giappone               | 44                |
| Irlanda                | 6                 |
| Nuova Zelanda          | 3                 |
| Paesi Bassi            | 5                 |
| Polonia                | 16                |
| Regno Unito            | 1                 |
| Stati Uniti            | 1                 |
| Svezia                 | 39                |
| Svizzera               | 14                |